# Catedrala „Sfântul Nicolae” din Miercurea Ciuc

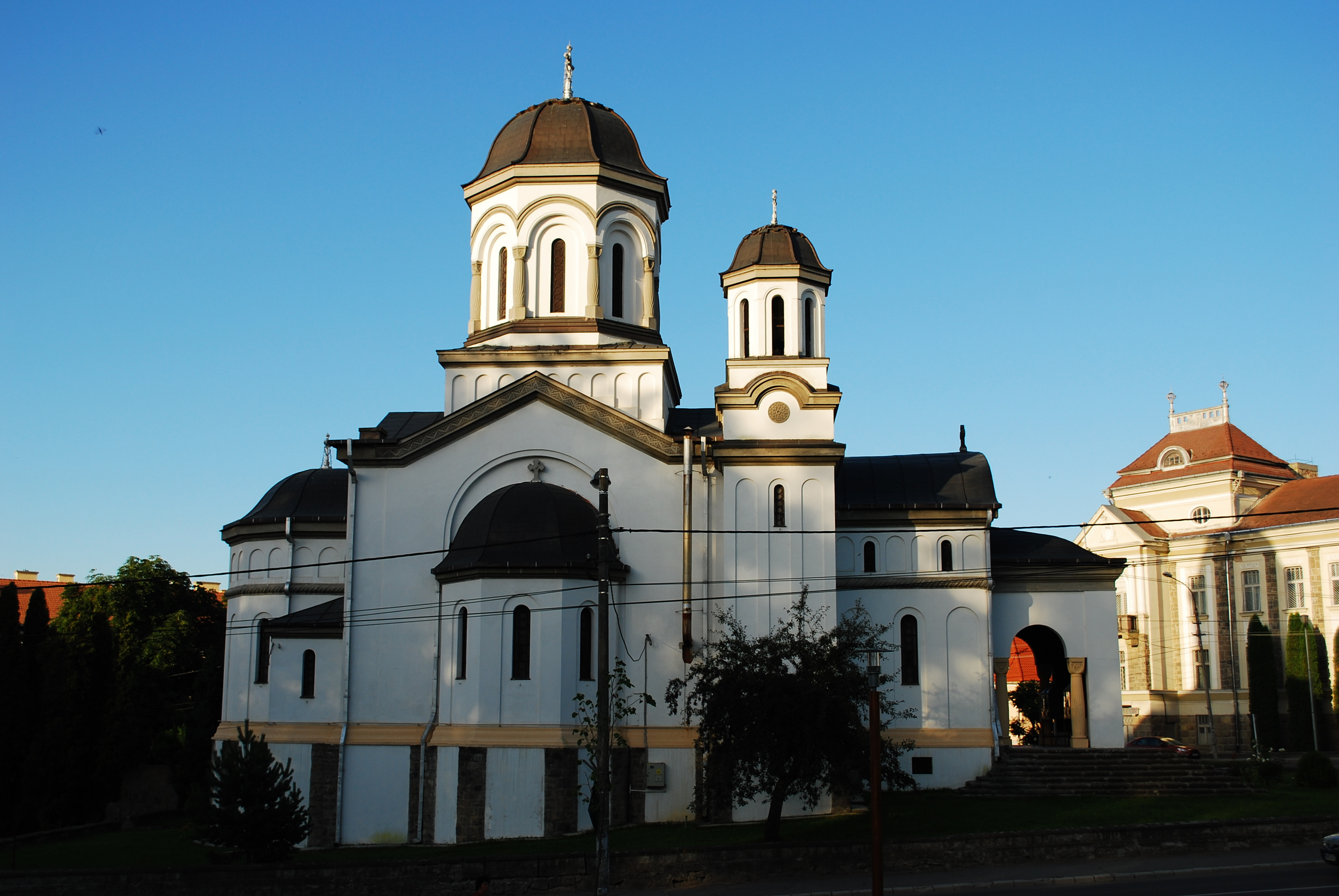
Catedrala „Sfântul Nicolae” din Miercurea Ciuc (iulie 2009)

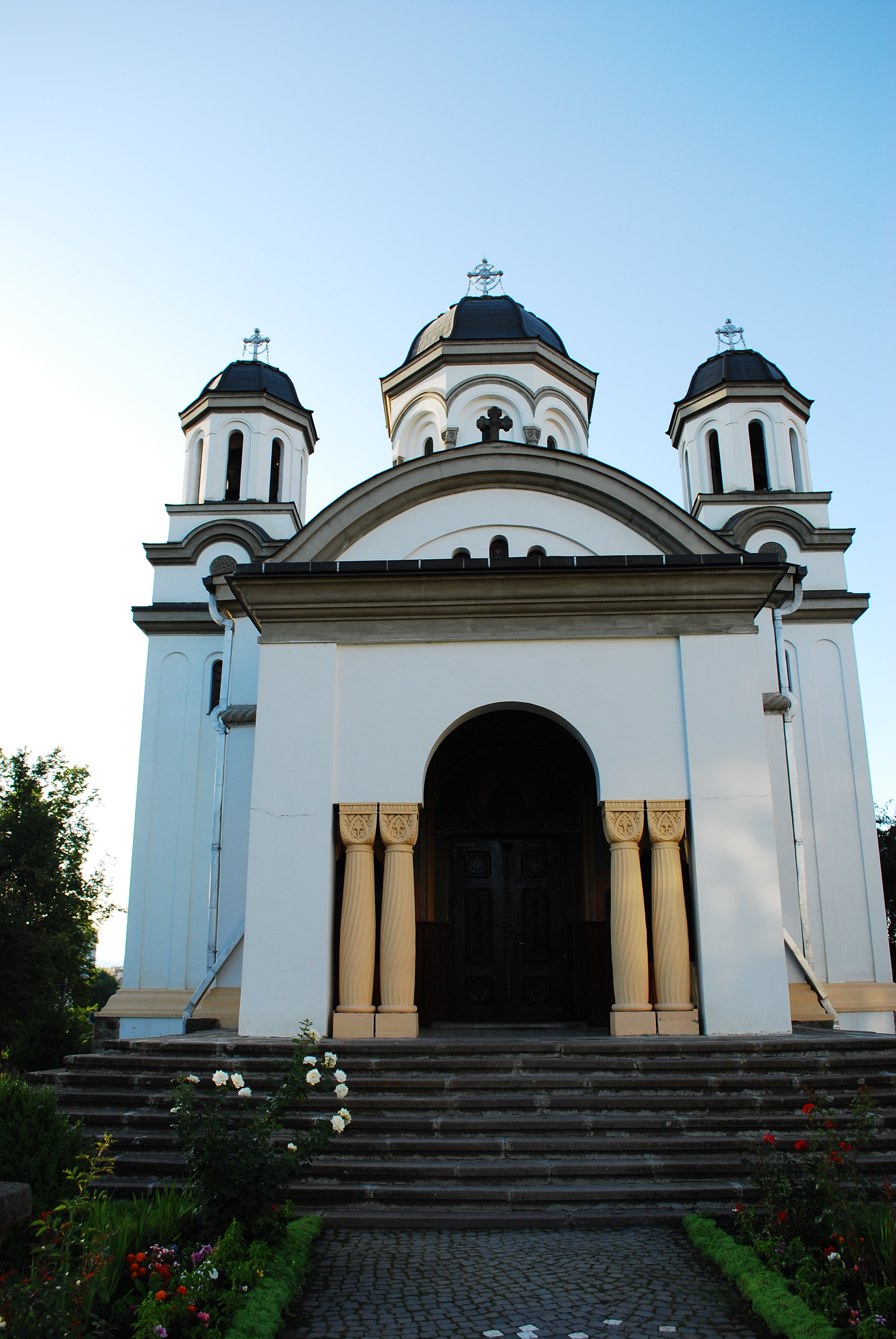
Catedrala „Sfântul Nicolae” din Miercurea Ciuc (iulie 2009)

Catedrala „Sfântul Nicolae” este un lăcaș de cult ortodox aflat în municipiul Miercurea Ciuc. După înființarea Episcopiei Ortodoxe a Covasnei și Harghitei, în 1994, Biserica „Sfântul Nicolae” a devenit catedrală episcopală.

## Istoric
A fost construită între anii 1927-1936 în partea centrală a orașului, alături de Cetatea Miko și clădirile moderne ale prefecturii, tribunalului și liceului, construite cu câteva decenii mai devreme. Proiectul lăcașului de cult a fost realizat de arhitectul Constantin Iotzu. 
Pisania de la intrarea în biserică: „Această Sântă Biserică, cu hramul Sfântului Ierarh Nicolae, a fost construită între anii 1929-1939 de către credincioșii ortodocși români din Miercurea-Ciuc, sub purtarea de grijă a marelui mitropolit al Ardealului, Nicolae Bălan, care a târnosit-o în ziua de 8 noiembrie 1936”.
Viața liturgică a catedralei a fost întreruptă după cedarea unei părți din Ardeal, din toamna anului 1940 și până în 1944, datorită vicisitudinilor care s-au abătut asupra preoților și credincioșilor ortodocși români din acea parte de țară. 
În decursul existenței a necesitat lucrări de reparații și consolidare. Ultimele au fost făcute în timpul păstoririi episcopului Ioan Selejan, biserica fiind reparată, acoperită cu tablă de cupru și modernizată, prin introducerea gazului metan și a instalației de sonorizare.

## Trăsături
Forma arhitecturală este în stil bizantin, cu un plan trilobat având trei turle, fațade cu un singur brâu împletit și interior cu cupole. Pictura în ulei a fost executată în 1936 de pictorul Gheorghe Belizarie din Pitești. Același pictor a realizat și icoanele de pe iconostas.